# Tais

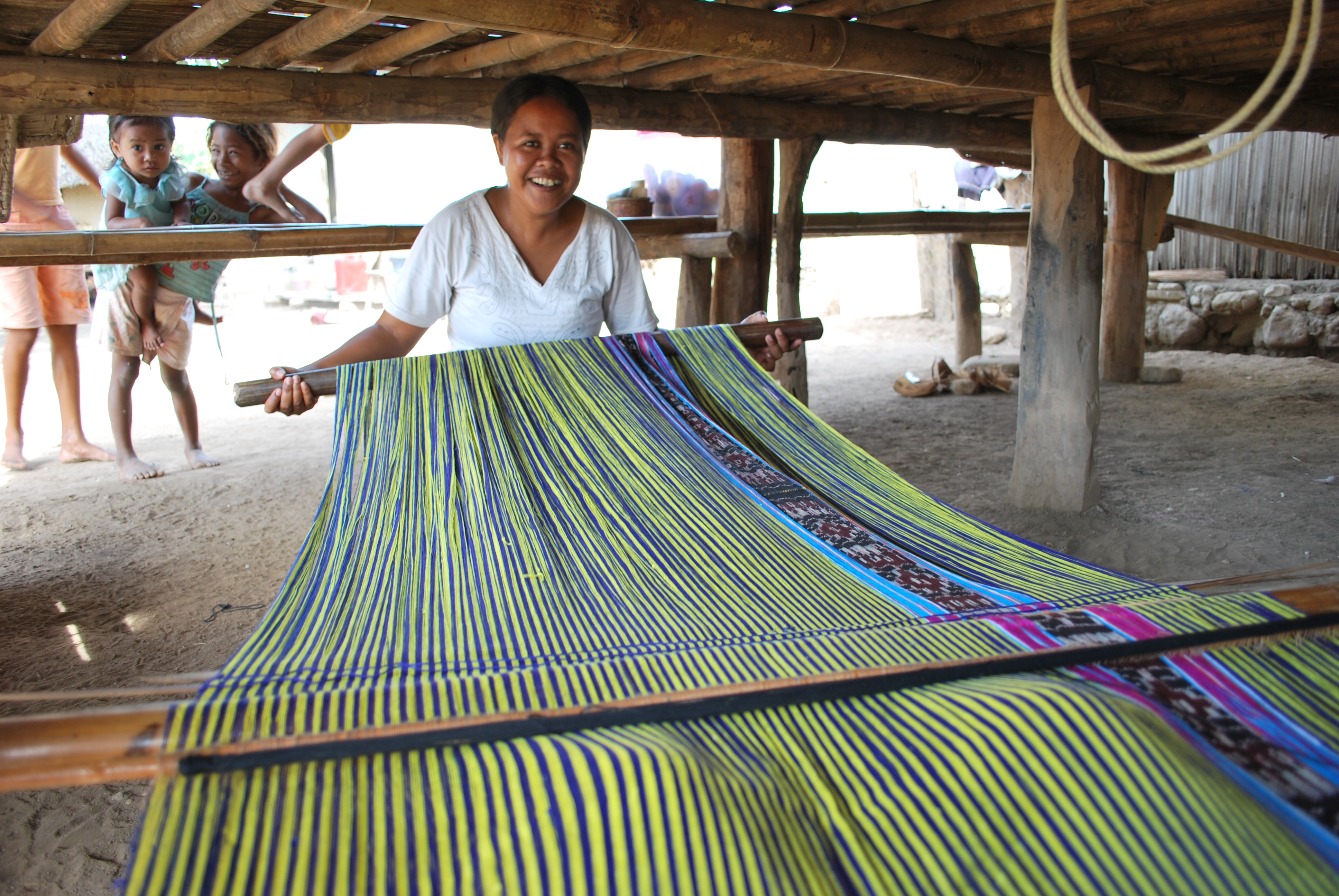
Mulher em Cova Lima tecendo tais em 2009

Tais são tecidos que são produto de uma forma de tecelagem tradicional criada pelas mulheres de Timor-Leste. Uma parte essencial do património cultural da nação, os tais são usados para adornos cerimoniais, sinal de respeito e apreço para com convidados, amigos, parentes, decoração da casa e vestuário pessoal. A Igreja Católica de Timor-Leste também adoptou o uso de tais durante as suas cerimónias. Por causa da ocupação indonésia de Timor-Leste, o estudo detalhado da história e importância dos tais começou a ser feito somente após 2000.

## História e papel social

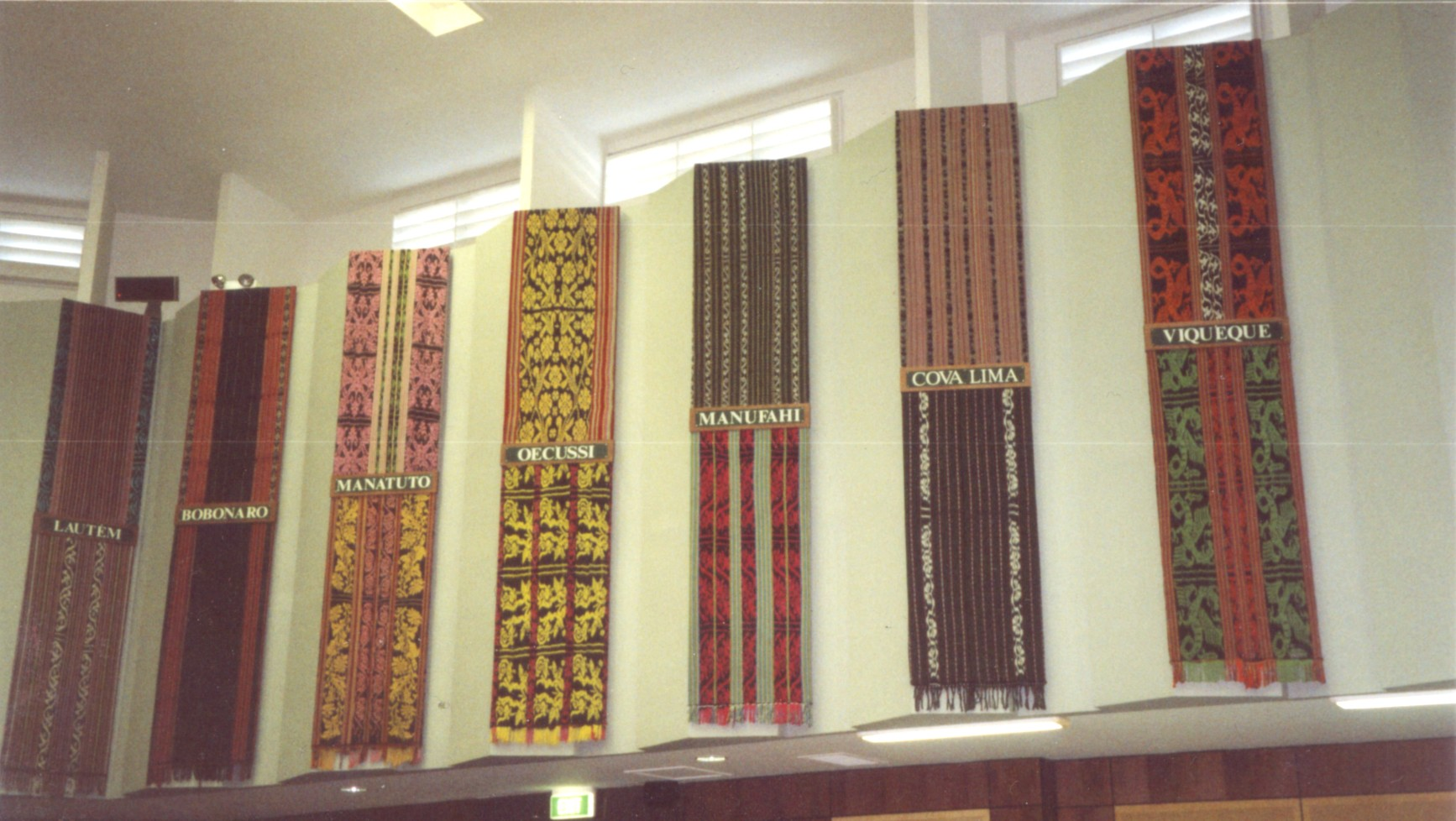
Tais no Parlamento Nacional de Timor-Leste

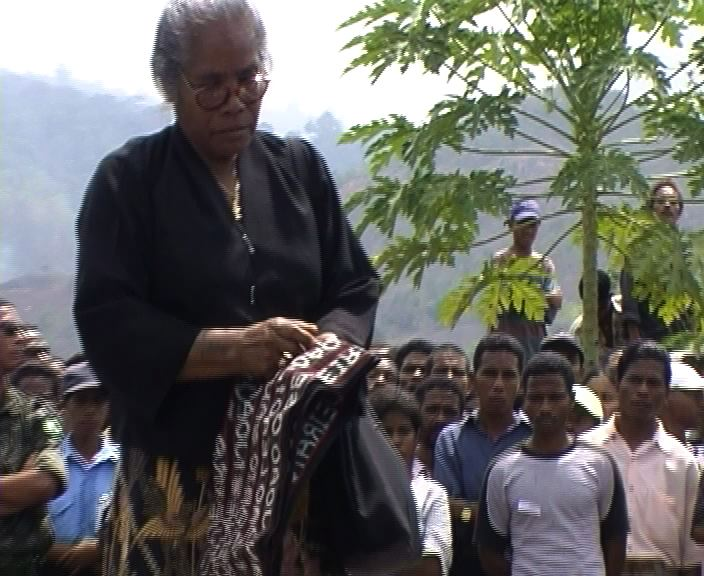
Tia Verónica Pereira tece um tais especial em lembrança do Massacre de Santa Cruz de 1991

O tais tem sido usado em Timor-Leste como unidade de troca, muitas vezes para gado ou outros objetos de valor. No uso cerimonial, o tais costuma ser usado junto com penas, coral, ouro e/ou prata. A venda de tais tornou-se comum apenas nos últimos trinta anos. Embora o comércio em pequena escala de tais seja uma importante fonte de renda para as mulheres, a exportação é difícil e quase todas as vendas são feitas com estrangeiros. Nos últimos anos, o mercado têxtil público na capital Díli tem assistido a um afluxo de tecelagens feitas no estrangeiro, que muitas vezes se parecem com tais e são vendidas (e feitas) de forma mais barata.
A tecelagem de tais é realizada exclusivamente por mulheres, com técnicas passadas de geração em geração na tradição oral. A atividade muitas vezes serve tanto como uma reunião comunitária quanto como uma tarefa de produtividade, e serviu como uma rara forma de auto-expressão no ambiente restritivo da ocupação indonésia de 25 anos.
Tia Verónica Pereira criou um tais preto com os nomes das 271 vítimas tecidos em vermelho, para homenagear as vítimas do Massacre de Santa Cruz de 1991. A influência das peças têxteis na vida das mulheres reflecte-se na expressão timorense "trazer linha e bobina" em referência a uma criança recém-nascida.
Durante a ocupação, os soldados indonésios constituíram um mercado considerável para os tecelões de tais. Na década de 1970, os tais começaram a apresentar inscrições, geralmente escritas em indonésio. Na era da independência, os artesãos de tais começaram a especializar-se em tecelagens personalizadas, bem como em produtos semelhantes a tais, como bolsas e lenços.
Desde 1999, trabalhadores de ONGs e da ONU compram tais para levar para casa como presentes e lembranças e novas mensagens começaram a ser escritas em tais em inglês e português, bem como em tétum. Isso é um fato bastante notável, visto que a maioria dos tecelões se encontra em áreas rurais onde não tiveram a oportunidade de aprender a ler ou escrever.
Muitas pessoas que desejam ajudar as mulheres timorenses a desenvolver fluxos de renda importaram tais para venda e ajudaram tecelões e grupos de costura para produzir itens como bolsas, bolsas, capas de almofadas e cestas que são vendidos na Austrália e em outros lugares. A venda de tais está a deslocar-se rapidamente para fora da costa, pois muitas das pessoas que tomam essas iniciativas pertencem a grupos de amizade do governo local na Austrália.

## Design

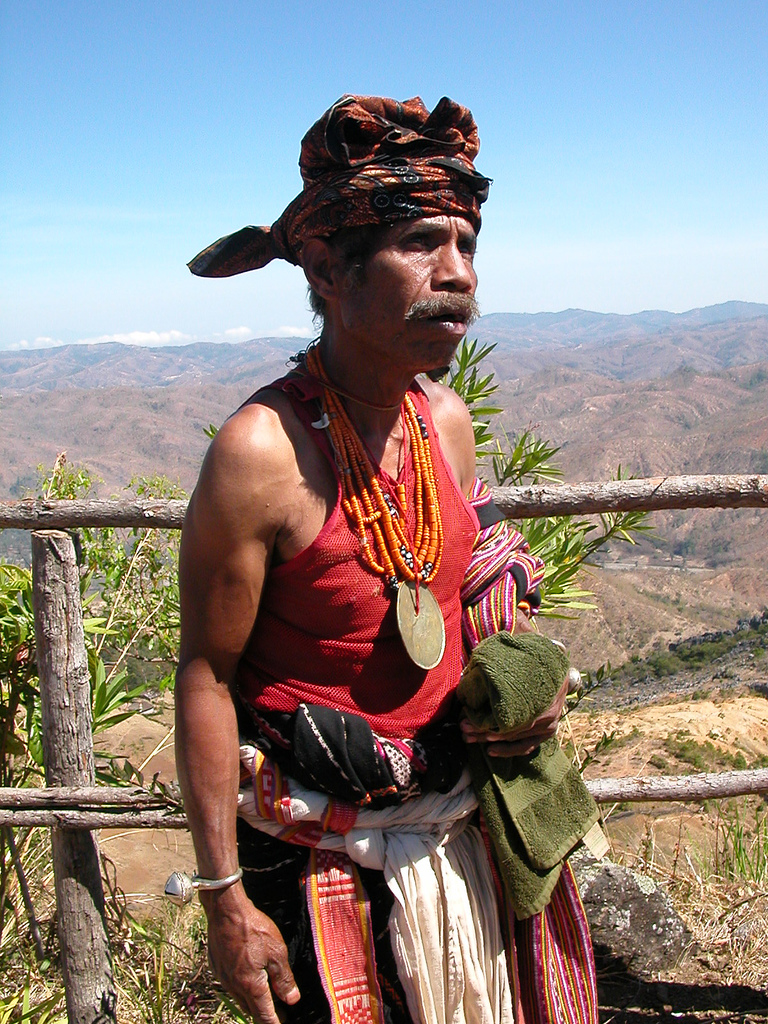
Um timorense em trajes tradicionais, incluindo tais mane

As imagens e os padrões dos tais variam muito de região para região, mas geralmente incluem mensagens locais e eventos significativos. As imagens geralmente incluem animais como o crocodilo, no qual a lenda da criação da ilha se baseia. Padrões geométricos conhecidos como kaif também são empregados na maioria dos tais.
Os estilos de tais usados no corpo são diferenciados por género: os homens tradicionalmente usam os tais mane (ou "tecido de homem"), um único grande envoltório em torno da cintura geralmente com borlas. As mulheres usam o tais feto ("tecido feminino"), uma forma de vestido sem alças tecido em forma de tubo. Um terceiro tipo conhecido como selendang, um tecido fino usado ao redor do pescoço, tornou-se popular nos últimos anos.

## Produção
Usando principalmente fios de algodão, o tecido é feito durante a estação seca da ilha, quase inteiramente à mão. O uso do algodão é uma herança da era colonial portuguesa, quando Timor era um importante porto para o comércio do material. Algumas fibras sintéticas como rayon, acrílico e poliéster estão se tornando mais comuns, pois são importadas de forma barata para Timor-Leste. Um único tais pode levar de vários dias a um ano, dependendo da complexidade do design e da variedade de cores usadas.
Diferentes corantes são usados para criar cores vivas nos tais; estes são misturas de plantas como taun, kinur e teka. Outros corantes são derivados da casca de manga, da folha de batata, de flores de cacto e do açafrão. Indivíduos habilidosos em misturar corantes às vezes são comparados a alquimistas, usando receitas tradicionais para criar as cores desejadas. Embora as cores carreguem associações diferentes de aldeia para aldeia, o vermelho é frequentemente usado predominantemente, pois está ligado à vida longa e à coragem, além de ser a base da bandeira timorense. Quando as Nações Unidas se tornaram a potência administrativa em Timor-Leste de 1999 a 2002, os mercados de tais aumentaram a produção de tecidos azuis para combinar com a bandeira dessa organização.
Os desenhos, cores e estilos de produção de tais variam muito em cada um dos treze distritos de Timor-Leste. No enclave de Oecussi-Ambeno, a influência portuguesa é mais aparente, com imagens florais e religiosas predominando ao lado de tons suaves de preto, laranja e amarelo. Na capital Díli, pelo contrário, as cores vivas e os painéis sólidos refletem o foco no comércio de tais.
No distrito de Ermera, os desenhos a preto e branco são mais comuns, refletindo a realeza dos líderes tradicionais, que muitas vezes viviam na área. A aldeia de Manufahi produz tais com certos temas animais comuns, nomeadamente o lagarto e o porco.

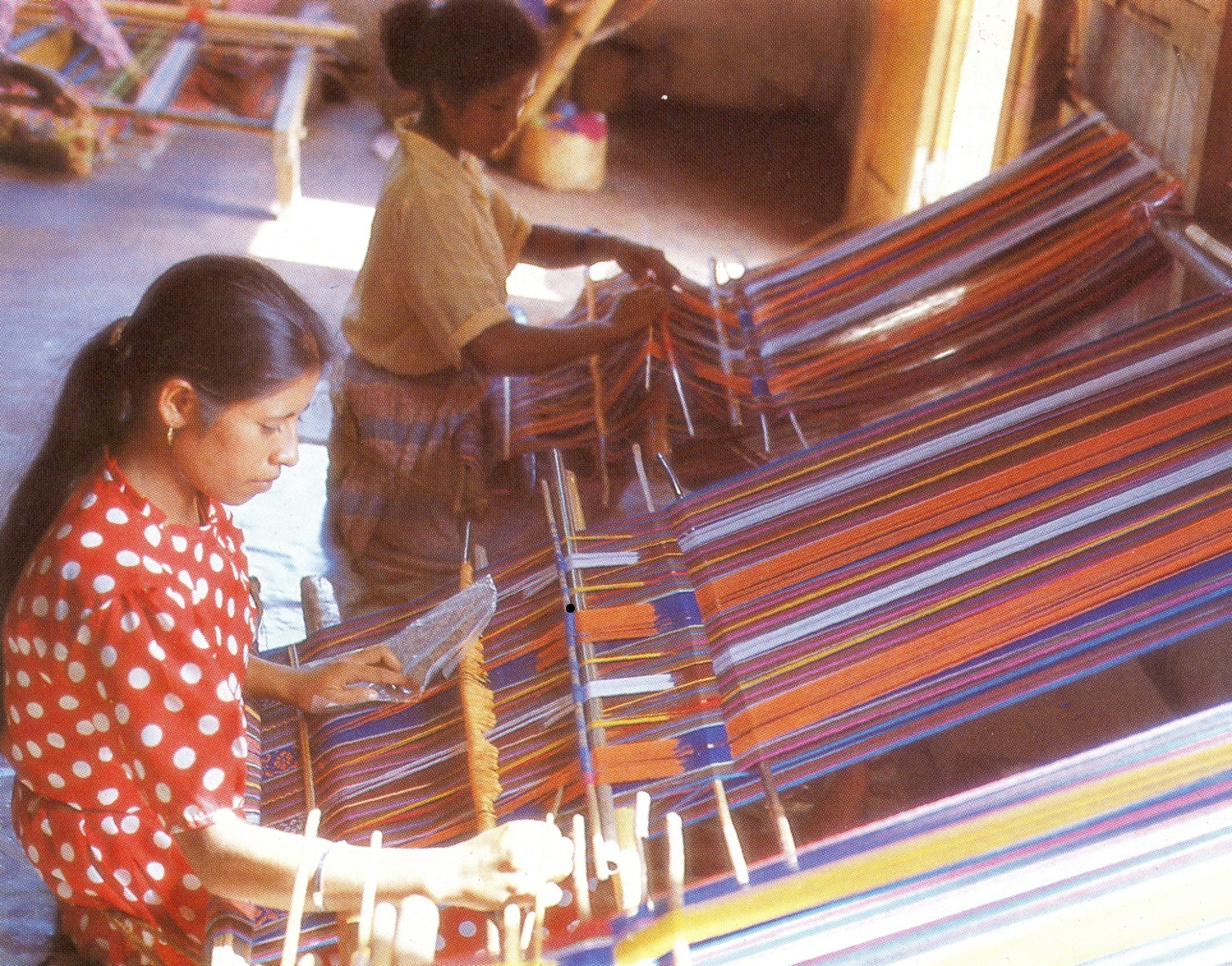
Mulheres em Lospalos tecendo tais em 1986
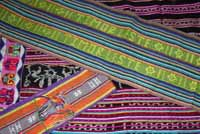
Coleção de tais de Timor-Leste, 2003
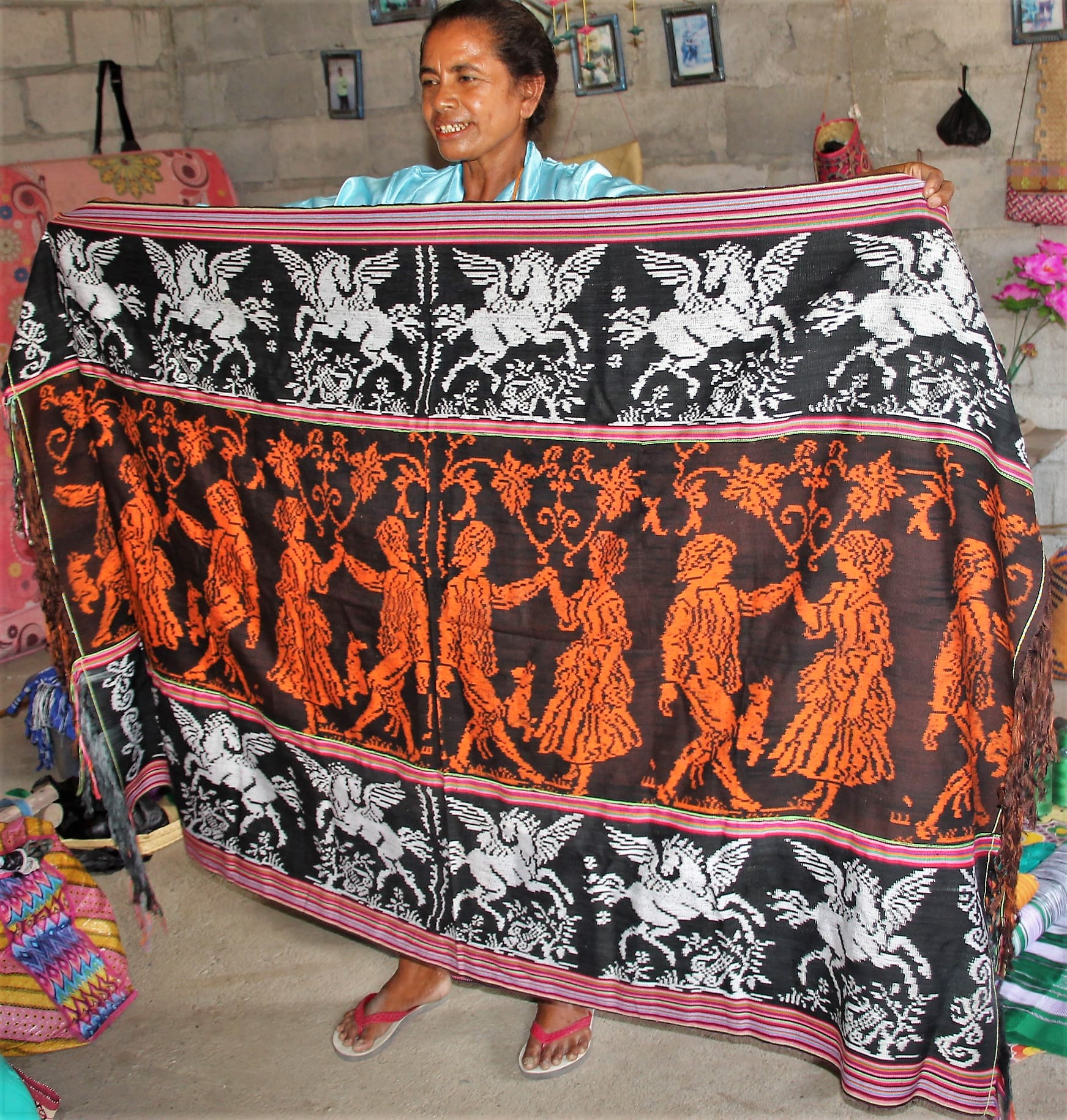
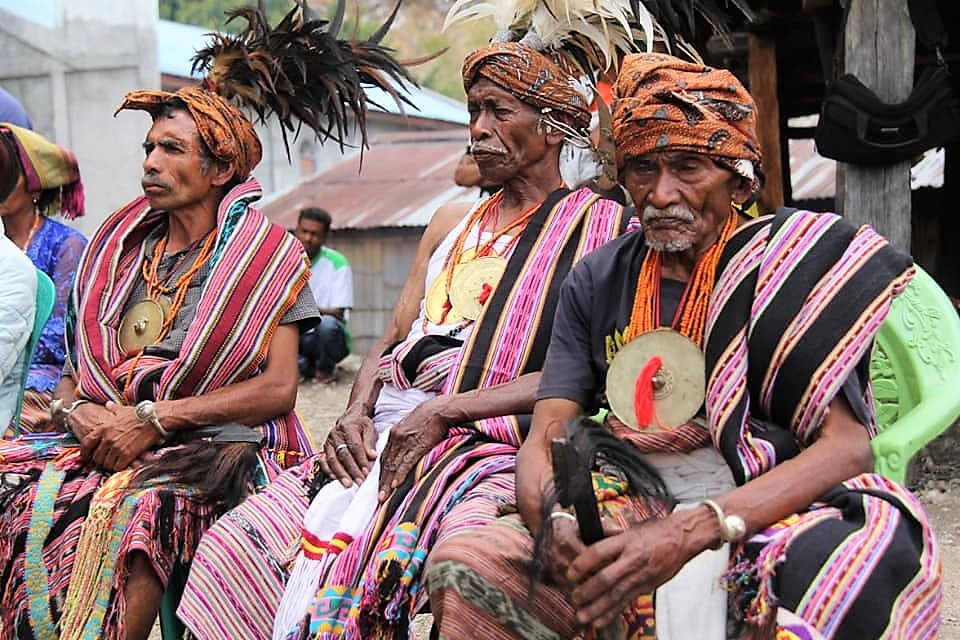
Aldeia Mauchiga